# Nino Martini

Nino Martini (8 de agosto de 1902 — 10 de diciembre de 1976) fue un tenor operístico y actor italiano.
Martini poseía una cálida voz de tenor lírico, con un amplio registro y gran coloratura. Cantó principalmente el repertorio italiano de Rossini, Donizetti, y Vincenzo Bellini, además de las grandes óperas de Giuseppe Verdi y las óperas del verismo compuestas por Giacomo Puccini.

## Biografía
Nacido en Verona, Italia, Martini estudió canto con Giovanni Zenatello y María Gay, matrimonio de bien conocidos cantantes de ópera.
En 1925 hizo su debut profesional en la ópera en Milán, interpretando al Duque de Mantua en la pieza de Verdi Rigoletto. Poco después viajaba por Europa como concertista actuando en muchos de los mayores centros musicales del continente. Así, encontrándose en París fue descubierto por el productor cinematográfico Jesse Louis Lasky que le dio varios papeles en italiano a representar en cortometrajes.
En 1929, bajo la influencia de Lasky, Martini se mudó a los Estados Unidos a fin de hacer una carrera en el cine. Su primera actuación tuvo lugar en la película de Paramount Pictures Paramount on Parade (1930), en la cual cantó la canción "Come Back to Sorrento".
Sin embargo, Martini pospuso posteriores incursiones en el cine al decidir continuar con su carrera operística, haciendo su debut americano en el género en 1931 en Filadelfia. Tras ello participó en varias emisiones radiofónicas de ópera, y en 1933 Martini entró en el elenco del Metropolitan Opera House de Nueva York, debutando allí el 28 de diciembre en el papel del Duque de Mantua. En el Metropolitan Opera actuó en diversas producciones a lo largo de los siguientes trece años, cantando el papel de Alfredo en La Traviata, Carlo en Linda di Chamounix, Edgardo en Lucia di Lammermoor, Ernesto en Don Pasquale, Rinuccio en Gianni Schicchi, Rodolfo en La Bohème, y Ruggero en La rondine. Su última actuación en este centro fue la de Conde de Almaviva en El barbero de Sevilla, el 20 de abril de 1946.
A la vez que actuaba en el Metropolitan Opera, Martini volvió de manera ocasional a Hollywood para actuar en el cine, principalmente en películas dirigidas por Lasky. Entre los filmes en los que participó se encuentran Here's to Romance (1935), Music for Madame (1937), y The Gay Desperado (1936), este último trabajando con Ida Lupino, con dirección de Rouben Mamoulian y producción de Mary Pickford, siendo llevado a las salas por United Artists. Su última interpretación para el cine tuvo lugar en 1948 en la película One Night With You.
En los últimos años cuarenta y en los cincuenta Martini siguió cantando, principalmente en la radio. Finalmente volvió a Italia, asentándose en Verona, ciudad en la que falleció en 1976 a causa de un ataque cardiaco.

## Grabaciones
Martini grabó varias arias de ópera para Columbia Records, que también produjo la banda sonora de varias de las películas en las que él actuó. También hizo grabaciones para RCA Victor y uno de sus trabajos más destacados en este campo fue su papel completo de Ernesto en Don Pasquale, con la Metropolitan Opera en 1940, cantando junto a Bidu Sayão en el papel del título.